# غمام همدانی
غمام همدانی (زادهٔ ۱۲۵۳ خورشیدی در نجف) از غزل‌سرایان ایرانی است.
محمد یوسف زاده متخلص به غمام همدانی فرزند حجه الاسلام سید یوسف مجتهد همدانی به سال ۱۲۹۲ ه. ق (۱۲۵۳ خ.) در نجف متولد شد. تحصیلات ابتدایی خود را در محضر پدر به پایان رسانید و سپس به اتفاق وی به همدان مراجعت نمود و به تحصیل علوم متداول زمان شامل ادبیات فارسی، عربی و فقه، اصول و فلسفه پرداخت در سوم مهر سال ۱۳۲۱ شمسی در تهران وفات یافت و در همدان مدفون گردید .(با مساعدت سید معزالدین مهدوی رئیس فرهنگ همدان آن وقت.زیرا برخی ملانمایان تصمیم داشتند از دفن وی در شاهزاده حسین همدان جلوگیری بعمل آورند.. وی ارادت خاصی به حافظ و اشعار وی داشت . در سال ۱۳۳۷ه. ق انجمن ادبی همدان را تأسیس نمود. یکی از اعضای سرشناس ادبی این انجمن در بدو تاسیس ، جعفر پیدا و یاور همدانی بودند.
غزلیات وی پس از وفاتش توسط موسی نثری جمع‌آوری و به طبع رسید. دیوان کامل و اصلاح شده غمام همدانی که باسعی و کوشش محمود توحیدی امین در ۳۶۵ صفحه تنظیم گردیده و با مشخصات زیر به چاپ رسیده است:
- غ‍م‍ام ه‍م‍دان‍ی، م‍ح‍م‍د، دیوان غمام همدانی/ محمد یوسف‌زاده متخلص به غمام؛ به سعی و اهتمام محمود توحیدی‌امین، تهران: گوهر منظوم، ۳۸۹.

***
در همدان  گشته ام   ز  روي  ناداني   /  عاشق  ياري  چنانكه  افتد و داني
سخت به حيرت درم كه چون كنم آخر  /  من همه  نادان و دلبرم  همه  داني
يارم  همداني  و خودم  هيچ  نداني / يارب چه كنمد هيچ نداني با همه داني
*****